# جاك فافر
جاك فافر (بالفرنسية: Jacques Favre) (6 مايو 1921 لاون فرنسا - 8 مايو 2008 موتزيغ فرنسا) هو لاعب كرة قدم فرنسي سابق كان يلعب كحارس مرمى.